# Remedios de amor
Remedios de amor o El remedio del amor (en latín Remedia amoris o Remedium amoris) es un poema de 814 líneas escrito en latín por el poeta romano Ovidio.
En el poema, de carácter estoico, Ovidio ofrece consejos y estrategias para evitar los daños o perjuicios que pueda producir el amor.
El objetivo del poema es enseñar a los jóvenes cómo evitar la idealización de quien se ama y procurarles ayuda en caso de que el amor les traiga desesperación y desgracia. Ovidio asegura que los suicidios que son producto de amores desafortunados pueden ser evitados a través del cumplimiento de sus consejos.

## Ediciones en español
- Ovidio (1994). Amores; Arte de amar; Sobre la cosmética del rostro femenino; Remedios contra el amor. Madrid: Gredos. ISBN 978-84-249-1392-2.